# Francisco Pascual Obama Asue
Francisco Pascual Eyegue Obama Asue (21 de abril de 1949) é um político da Guiné Equatorial, que foi Primeiro-Ministro do país africano de 23 de junho de 2016, substituindo Vicente Ehate Tomi, a 1 de fevereiro de 2023. Anteriormente, foi Ministro da Saúde e Bem-Estar Social e também foi Ministro dos Esportes.